# 乐江镇
乐江镇，原为乐江乡，是中华人民共和国广西壮族自治区桂林市龙胜各族自治县下辖的一个乡镇级行政单位。2018年撤乡设镇。。区划代码改为450328105。

## 行政区划
乐江镇下辖以下地区：
金坪村、乐江村、江口村、凉坪村、石京村、石甲村、光明村、独境村、地灵村、大雄村、宝赠村、同乐村和西腰村。